# Chimei Museum
Il Chimei Museum (奇美博物館S, Chʻi²-mei³ Po²-wu⁴-kuan³P, Qíměi BówùguǎnW) è un museo privato istituito nel 1992 da Shi Wen-long della Chi Mei Corporation nel distretto di Rende, Tainan, Taiwan. La collezione del museo è divisa in cinque categorie: Belle arti (compresi pittura, scultura, arti decorative e mobili d'epoca); Strumenti musicali; Storia naturale e fossili; Armi ed armature; Antichità e manufatti archeologici. Il museo è noto per ospitare la più grande collezione di violini del mondo e per le sue importanti collezioni di armi e sculture antiche. La rivista Forbes, nel suo articolo del febbraio 1996 sui collezionisti privati in Asia, ha definito il Museo Chimei "una delle collezioni d'arte più sorprendenti al mondo". Il museo si è trasferito nella sede attuale in Wenhua Road nel 2014 ed è aperto al pubblico tranne nei giorni previsti.

## Storia
Il museo è stato fondato e ospitato per la prima volta in un edificio amministrativo della Chi Mei Corporation nel 1992 dal fondatore della compagnia Shi Wen-long, poi trasferito nel Tainan Metropolitan Park nel 2014 e riaperto nel 2015. Shi è noto per la sua collezione di antichi violini alloggiati nel museo. Oltre ad essere un imprenditore, Shi è anche un violinista dilettante che si è esibito in pubblico molte volte. Per migliorare il livello della musica classica e dell'arte occidentale a Taiwan, ha fondato la Chi Mei Culture Foundation nel 1977 e dal 1988 offre borse di studio attraverso il Chimei Arts Award per lo sviluppo di artisti della musica classica e delle belle arti.

## Mostre
Il museo ha diverse aree espositive, tra cui belle arti, storia naturale e fossili, armi e armature, strumenti musicali e sculture. Il museo ha una collezione di dipinti europei dal XIII al XX secolo, che presentano lo sviluppo dell'arte occidentale. La storica mostra sulle armi presenta armi dalla preistoria, l'età del bronzo, l'età del ferro fino ai tempi moderni.

### Strumenti musicali
Il museo raccoglie strumenti musicali di significato storico, in particolare violini e altri strumenti a corda di Antonio Stradivari, Guarneri del Gesù, Jacobus Stainer, Andrea Amati, Giovanni Battista Rogeri, Giuseppe Giovanni Battista Guarneri Filius Andrea, Vincenzo Rugeri, Sanctus Seraphin, Nicolò Gagliano, Giovanni Battista Guadagnini e altri famosi artigiani. La collezione è nota per il violino Guarneri del Gesù Ole Bull del 1744, che si ritiene sia l'ultima opera di Guarneri del Gesù. A partire dal 2019 il museo ospita oltre 1.370 violini ed ha permesso a oltre 3.000 violinisti di prendere in prestito dalla collezione, con oltre 220 violini in prestito. Il museo presta gratuitamente gli strumenti antichi a illustri musicisti. Nel 1999 Yo-Yo Ma prese in prestito il violoncello Stradivari Pawle per un concerto a Taipei. Nel 2015 Yu-Chien Tseng ha vinto il premio d'argento (non fu assegnato alcun premio d'oro)  al 15º Concorso internazionale Čajkovskij con il violino Castelbarco-Tarisio Guarnerius del museo.

### Opere d'arte

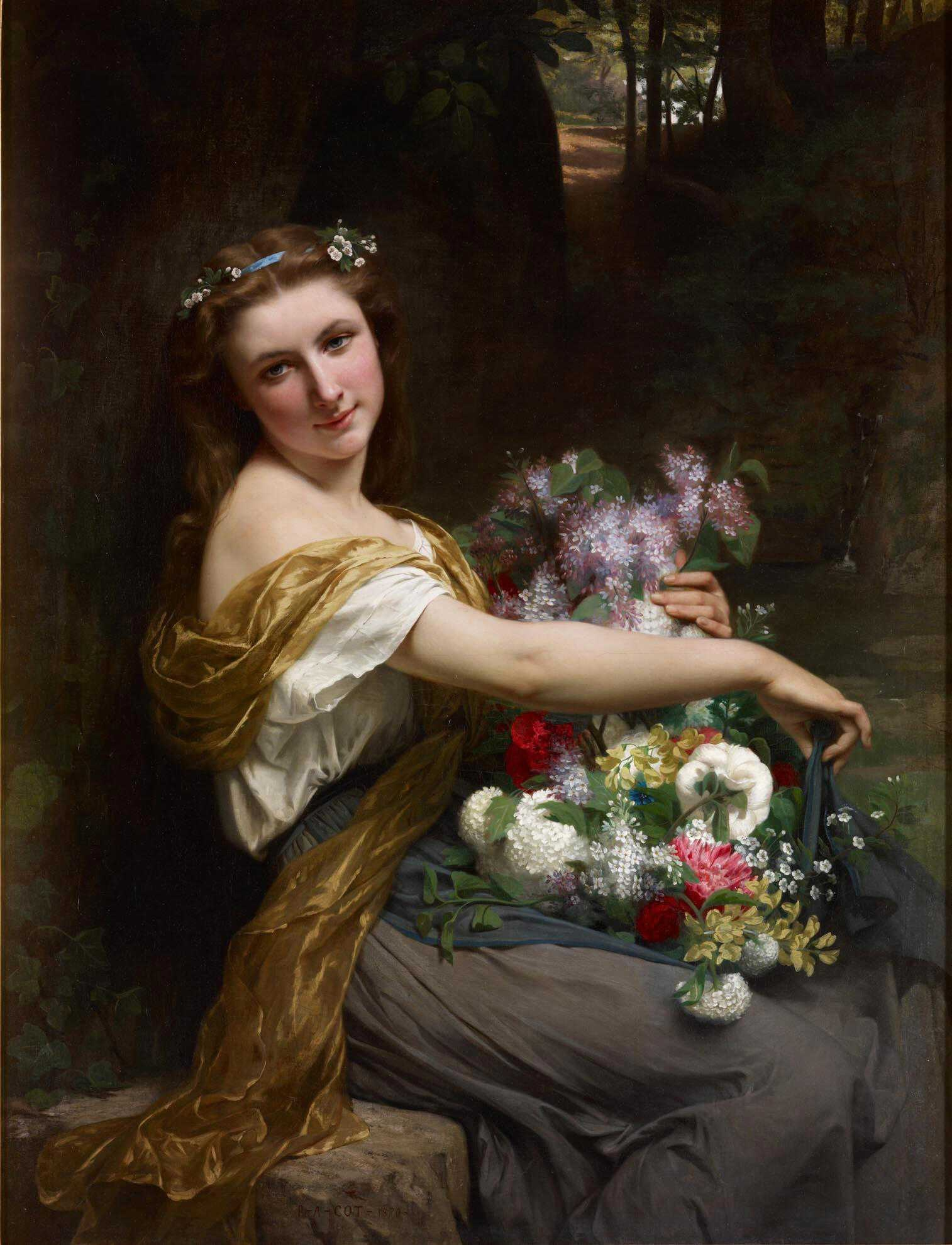
Pierre Auguste Cot Dionysia (1870)

- Madonna dell'umiltà - Paolo di Giovanni Fei (Italia, 1345-1411)[16]
- Lasciate che i bambini vengano a me - Lucas Cranach il Giovane (Germania, 1515–1586)[17]
- San Martino e il mendicante - El Greco (Spagna, 1540/50-1614)[18]
- Carità - Jacques Blanchard (Francia, 1630-1638)[19]
- Le ultime lacrime - Narcisse Virgilio Díaz de la Peña (Francia, 1807–1876)[20]
- Carità - Friedrich von Amerling (Austria, 1803-1887)[21]
- La benedizione del grano - Jules Breton (Francia 1827-1906)[22]

## Riproduzioni offerte dal museo
Il museo ha offerto riproduzioni come poster su tela, simulazioni di sculture realizzate con polvere di marmo incollata, articoli di cartoleria e molte registrazioni di CD classici eseguite dai migliori musicisti taiwanesi sugli strumenti rari della Collezione Chi Mei dal 1997. Il museo ha anche pubblicato il libro con copertina rigida "Collezione Chi-Mei di violini pregiati" con 15 strumenti a corda di fama mondiale realizzati dai violinisti italiani del XVII secolo. Tramite la Shining Collection di New York, è possibile informarsi e acquistare queste riproduzioni.
Una replica del Bassin d'Apollo saluta i visitatori all'ingresso del museo. La replica nella stessa scala è stata inaugurata nel 2014. Il museo ha commissionato all'artista francese Gills Perrault nel 2008 la riproduzione della Fontana di Apollo, la stessa della Reggia di Versailles. Ci sono voluti tre anni per la moderna misurazione laser e lo stampo in gesso per la riproduzione come scultura in Francia e altri tre per scolpire i marmi nella città di Carrara, in Italia.

## Sede e Orari
L'indirizzo del museo è: No. 66, Sezione 2, Wenhua Rd., Distretto di Rende, Tainan, Taiwan. Il museo è aperto al pubblico dalle 9:30 alle 17:30 ed è chiuso il mercoledì e altri giorni designati.

## Trasporti
Il museo è raggiungibile a piedi dalla Stazione Bao'an della Ferrovia di Taiwan.